# Rébellion du groupe Wagner
Guerre russo-ukrainienne
Batailles
Offensive de Kiev (Jytomyr, Kiev) : 
- 1re Hostomel
- Tchernobyl
- Ivankiv
- Kiev
- 2e Hostomel
- Vassylkiv
- Boutcha
- Irpin
  - Bombardement de réfugiés
- Jytomyr
- Mochtchoun
- Makariv
- Brovary

Offensive du Nord (Tchernihiv, Soumy) :
- Hloukhiv
- Slavoutytch
- Bombardements
- Soumy
- Trostianets
- Tchernihiv
- Okhtyrka
- Lebedyn
- Konotop
- Romny
- Desna
- Escarmouches frontalières

Russie  (Briansk, Belgorod) :
- Incursions en Russie occidentale
  - Oblast de Briansk
  - Oblasts de Belgorod et de Koursk
    - Incursions de 2024

  - Bombardement de Belgorod
- Oblast de Koursk (août 2024)

Campagne de l'Est (Donetsk, Louhansk, Kharkiv)
Kharkiv :
- 1re Kharkiv
  - Tchouhouïv
  - Bombardements : en février
  - en mars
  - en avril
  - du bâtiment administratif
- Izioum
- 2e Kharkiv
  - Balaklia
  - 1re Koupiansk
  - Chevtchenkove
- 3e Kharkiv

Nord du Donbass:
- Starobilsk
- Sloviansk
  - Dovhenke
  - 1re Lyman
  - Sviatohirsk
  - Bohorodychne et Krasnopillia
  - Bombardements : Bilohorivka
  - Kramatorsk
- Sievierodonetsk
  - Kreminna
  - Donets
  - Roubijné
  - Popasna
  - Tochkivka
  - Massacre
- Lyssytchansk
- 2e Kharkiv
  - Balaklia
  - 1re Koupiansk
  - Chevtchenkove
  - 2e Lyman
- Oblast de Louhansk
  - Ligne Svatove-Kreminna
  - Serebryansky
  - 2e Koupiansk

 Centre du Donbass:
- Horlivka
- Popasna
- Svitlodarsk
- Bakhmout
  - Soledar
- Siversk
- Tchassiv Iar
- Toretsk

Sud du Donbass :
- Volnovakha
- Marioupol
  - Bombardements : de l'hôpital
  - du théâtre
  - de l'école d'art
- Pisky
- Vouhledar
  - Pavlivka
- Marïnka
- Contre-offensive de 2023
- Avdiïvka
- Novomykhaïlivka
- Pokrovsk
  - Krasnohorivka
  - Toretsk
- Bombardements :
- Makiïvka
- Donetsk

Campagne du Sud (Mykolaïv, Kherson, Zaporijjia)
- 1re Kherson
- Odessa
- Melitopol
- Mykolaïv
  - Bombardements : à fragmentation
  - du bâtiment administratif
- 1re Berdiansk
- Zaporijjia
- Tchornobaïvka
- Enerhodar
- Voznessensk
- Houliaïpole
- Davydiv Brid
- 2e Berdiansk
- Nova Kakhovka
- 2e Kherson
  - Doudtchany
- Dniepr
- Tchoulakivka
- Contre-offensive de 2023
  - Robotyne

Frappes aériennes dans l'Ouest et le Centre de l'Ukraine
- Lviv (02/2022)
- Vinnytsia (03/2022)
- Yavoriv (03/2022)
- Deliatyne (03/2022)
- Dnipro

Guerre navale
- Île des Serpents (02/2022)
- Moskva (04/2022)

Attaques en Crimée
- Novofedorivka (08/2022)
- Djankoï (08/2022)
- Pont de Crimée (10/2022)
- Base navale de Sébastopol (10/2022)
- Pont de Crimée (07/2023)
- Base navale de Sébastopol (09/2023)

Débordement
- Aéroport de Millerovo
- Sabotages en Russie
- Attaques en Transnistrie
- Sabotage des gazoducs Nord Stream
- Terrain d'entraînement militaire de Soloti
- Explosions en Pologne
- Bases aériennes de Dyagilevo et Engels-2
- Base aérienne de Minsk-Matchoulichtchi
- Crise russo-moldave de 2023
  - Accusations de tentative de coup d'État en Moldavie
- Incident de drone de 2023 en mer Noire
- Rébellion du groupe Wagner

Massacres
- Tchernihiv
- Boutcha
- Borodianka
- Olenivka
- Izioum

La rébellion du groupe Wagner est une révolte armée de l'organisation paramilitaire russe dite groupe Wagner contre les Forces armées de la fédération de Russie.
Elle se déroule dans le contexte de l'invasion de l'Ukraine, menée par l'armée russe avec l'appui du groupe Wagner, au cours de laquelle les relations entre ces deux entités n'ont cessé de se dégrader.
Elle commence dans la nuit du 23 au 24 juin 2023, après que le dirigeant du groupe Wagner Evgueni Prigojine déclare que celui-ci a subi une attaque aérienne infligée par les forces régulières russes. Quelques heures plus tard, Prigojine prend Rostov-sur-le-Don et Voronej sans résistance et commence à marcher vers Moscou, en empruntant la route fédérale M4.
Dans une allocution télévisée le matin du 24 juin, Vladimir Poutine condamne la « trahison » d'Evgueni Prigojine. Il promet une intervention « sévère » contre les « insurgés ».
Dans la soirée du 24 juin, après l'annonce d'une médiation du président biélorusse Alexandre Loukachenko, Evgueni Prigojine fait savoir qu'il renonce à marcher sur Moscou et que ses troupes rejoignent leurs quartiers. Les poursuites judiciaires contre Prigojine et ses hommes sont déclarées comme abandonnées. Le 26 juin, il déclare que le but de la marche était d'empêcher la dissolution du groupe Wagner, ainsi que de traduire en justice ceux « qui ont commis un grand nombre d'erreurs lors de l'opération militaire spéciale ».
Deux mois après, le 23 août 2023, Evgueni Prigojine et d'autres cadres de Wagner meurent dans un crash d'avion. Certains observateurs pensent que l'accident aurait été organisé par Moscou pour venger cette rébellion.

## Contexte

### Evgueni Prigojine et le groupe Wagner

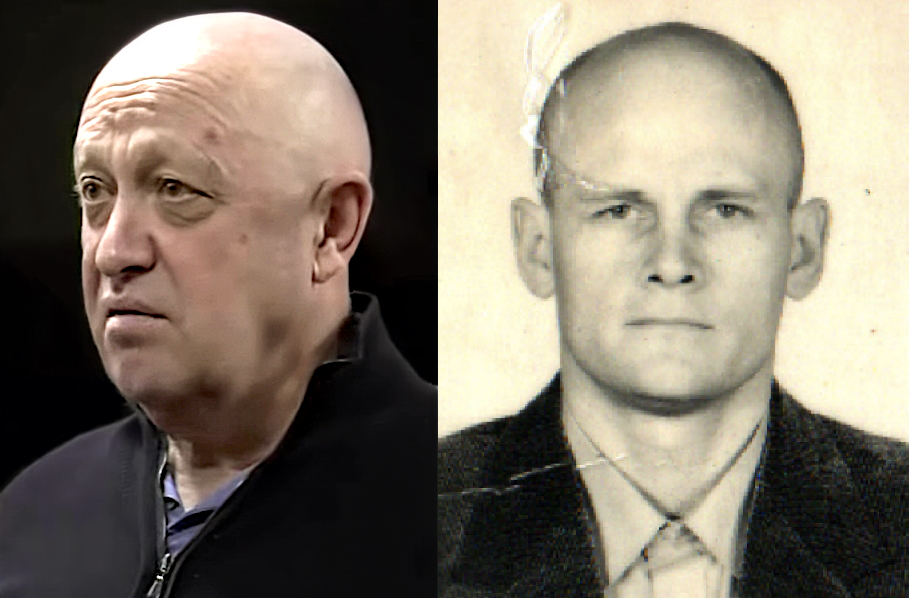
Evgueni Prigojine et Dmitri Outkine, les deux fondateurs du groupe Wagner. Outkine aurait été principalement chargé des opérations sur le terrain, étant donné son expérience passée dans les forces spéciales russes.

Au début des années 1990, Evgueni Prigojine, qui a purgé une peine de près d'une décennie de prison pour plusieurs vols dans les années 1980, se lance dans une carrière d'entrepreneur. Avec ses multiples restaurants réputés, il devient une figure importante de la vie économique de Saint-Pétersbourg et rencontre dans ce cadre Vladimir Poutine, qui est alors activement engagé dans la politique municipale,. Les deux hommes se rapprochent progressivement, jusqu'à ce que Prigojine devienne un confident de Poutine au cours de son accession au pouvoir.
En 2014, Prigojine fonde le groupe Wagner, une société militaire privée. Malgré l'interdiction théorique des sociétés militaires privées en Russie, Wagner peut opérer sans entrave avec un soutien implicite, voire le financement du pouvoir russe,. De nombreux analystes ont estimé que le gouvernement russe a employé les services de Wagner afin de permettre un déni plausible de ses ingérences et masquer le bilan réel humain et financier des interventions de la Russie à l'étranger.

Carte des activités du groupe Wagner :
Russie
Zone d'opération certaine
Zone d'opération suspectée

Outil des politiques étrangère et militaire russes, Wagner est devenu au fil des années une force de combat très impliquée dans diverses régions, notamment dans le conflit du Donbass (2014) ; mais aussi lors de l'intervention militaire de la Russie dans la guerre civile syrienne aux côtés du président syrien Bachar el-Assad (2015),. La société d'Evgueni Prigojine a également participé à des conflits au Mali (2018), en Libye (2021) et en République centrafricaine (2018). Sur tous ces théâtres d'opérations, le groupe Wagner s'est distingué par ses méthodes brutales et sa participation à de nombreux crimes de guerre,,. Le groupe noue cependant des liens étroits avec de nombreux gouvernements africains, bénéficiant d'une autonomie considérable pour exploiter les ressources naturelles de ces États en échange d'un soutien dans leur lutte contre les divers rebelles antigouvernementaux auxquels ils font face,. Cette main-mise économique de Wagner sur les ressources africaines permet au groupe de financer ses opérations dans le monde, et particulièrement en Ukraine après le déclenchement de l'invasion russe.

### Montée des tensions

#### Tentatives de limitation de l'influence de Prigojine
Selon des responsables américains, des différends de longue date existent entre Prigojine et le ministre russe de la Défense Sergueï Choïgou avant l'invasion de l'Ukraine, mais ces tensions se sont aggravées et ont été rendues publiques au cours de cette phase de la guerre russo-ukrainienne,. Ces tensions ont émergé lors de l'intervention russe en Syrie entre 2015 et 2019, lors de laquelle le groupe Wagner a été la principale force terrestre déployée. Les mercenaires d'Evgueni Prigojine et l'armée régulière rechignaient généralement à travailler ensemble, voire entraient en compétition pour le contrôle de la production pétrolière. L'implication des mercenaires de Wagner dans des opérations importantes comme la reprise de Palmyre aux djihadistes de Daesh en 2017 n'est pas assez récompensée par la Russie selon Prigojine. La fracture entre ce dernier et Sergueï Choïgou s'accentue encore l'année suivante, lorsque des forces de Wagner sont frappées par l'aviation américaine au cours de la bataille de Khoucham. Le gouvernement russe ne prend aucune mesure de représailles et nie ses liens avec Wagner, malgré la mort d'entre 200 et 300 combattants russes. Dans le même temps, Choïgou restreint l'accès des entreprises de Prigojine aux lucratifs contrats militaires qui lui ont rapporté près de 2 milliards de dollars entre 2011 et 2018. Toujours en 2018, le ministère russe de la Défense crée Patriot, une société militaire et de sécurité privée en concurrence directe avec Wagner en Syrie et en Afrique.
Le conflit latent entre Wagner et le ministère de la Défense s'intensifie encore avec l'invasion de l'Ukraine en 2022. Dans les premiers jours de l'invasion, 400 mercenaires de la société Redut (dépendant directement du ministère de la Défense comme Patriot) tentent sans succès d'assassiner Volodymyr Zelensky, tandis que le patron de Wagner est tenu à l'écart des opérations militaires. Cependant, après les pertes importantes subies par les forces terrestres russes lors des premières phases de l'invasion, les autorités cherchent à enrôler des mercenaires pour éviter d'avoir à déclencher une mobilisation. Le groupe Wagner passe ainsi de 1500 hommes en avril 2022 à 7000 le mois suivant, en recrutant des vétérans, des sportifs, ainsi que des gens ordinaires dans une soixantaine de centres régionaux. En septembre 2022, le groupe reçoit l'autorisation de recruter dans les prisons russes : de cette façon, près de 40000 hommes rejoignent les rangs de l'organisation d'Evgueni Prigojine.
Malgré l'absence de position officielle ou d'autorité légale, Evgueni Prigojine acquiert dans le processus une stature internationale, et le groupe Wagner est rapidement perçu comme sa propre armée privée. Cette situation accroît encore les tensions avec le ministère de la Défense et l'armée, qui cherchent à limiter l'influence du chef de Wagner. Au début de l'année 2023, Prigojine annonce que Wagner cesse de recruter des prisonniers, ce que le ministère britannique de la Défense interprète comme une interdiction venue du Kremlin de telles pratiques. Cette mesure, censée poser des problèmes de main d’œuvre à Wagner, a plutôt permis à Evgueni Prigojine de se présenter comme une figure populiste opposée un certain establishment militaire. À plusieurs reprises au cours de l'invasion, il critique le commandement russe et est l'une des rares figures publiques à se plaindre directement à Poutine des commandants militaires. Ses critiques virulentes visent principalement le ministère de la Défense, dont il qualifie les fonctionnaires de corrompus,, mais il attaque aussi d'autres segments de l'élite russe, leur reprochant de jouir d'une vie luxueuse alors que des gens « ordinaires » meurent sur le front. Selon l'Institut pour l'étude de la guerre, ses sorties acerbes lui ont valu une influence notable dans la communauté ultranationaliste des blogueurs militaires russes.
Le groupe Wagner combat principalement dans l'oblast de Louhansk, et joue un rôle important dans la prise de Popasna, Sievierodonetsk et Lyssytchansk en 2022, puis de Soledar (dans l'oblast de Donetsk cette fois) en janvier 2023. Le groupe n'est jamais publiquement remercié ou célébré par des dirigeants russes pour son implication dans les combats mais s’institutionnalise progressivement : son existence n'est plus niée, des bâtiments officiels sont inaugurés à Saint-Pétersbourg en novembre 2022, et l'entreprise est officiellement déclarée comme une société de conseil en janvier 2023.

#### Escalade lors de la bataille de Bakhmout

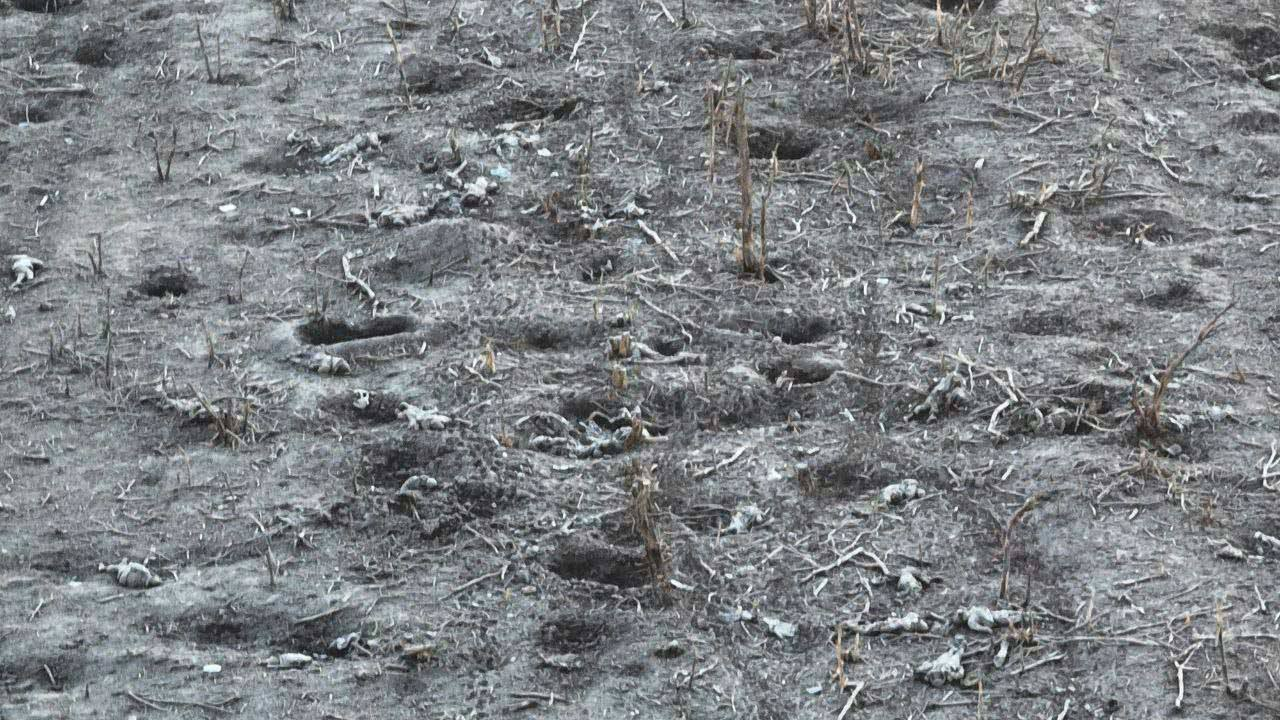
Vue depuis un drone ukrainien d'un secteur jonché de cadavres de combattants du groupe Wagner dans les alentours de Bakhmout, le 27 décembre 2022. En raison du manque de munitions pour soutenir les assauts, les combattants de Wagner sont majoritairement traités comme de la chair à canon, avec des taux de pertes approchant parfois les 90%.

Les tensions entre le groupe Wagner et le ministère de la Défense atteignent un point critique au cours de la bataille de Bakhmout. Evgueni Prigojine exprime à plusieurs reprises au cours de cette dernière son mécontentement quant à l'approvisionnement inadéquat de ses hommes par l’État russe. Confronté selon ses dires à une pénurie de munitions, il menace de se retirer de la bataille si ses demandes ne sont pas satisfaites. L'arrivée de Valeri Guerassimov le 11 janvier 2023 à la tête des opérations en Ukraine en remplacement de Sergueï Sourovikine fragilise la position de Prigojine : tandis que Sourovikine est perçu comme proche de Wagner, Guerassimov est un proche de Vladimir Poutine et Sergueï Choïgou. Sourovikine agit notamment comme médiateur pour que le groupe Wagner puisse obtenir des munitions pour soutenir ses opérations.
Après la proclamation de la victoire russe à Bakhmout fin mai 2023, Wagner commence à se retirer de ses positions pour céder la place aux troupes régulières russes. Des conflits internes persistent cependant entre Wagner et les militaires pendant cette transition. Prigojine affirme à plusieurs reprises que des militaires russes ont attaqué ses forces. Sa popularité augmente également considérablement lorsqu'il accuse publiquement des « personnes influentes » de saboter activement sa très rentable entreprise de restauration en association avec l'armée russe. Cette dernière accusation tourne l'image publique de Prigojine davantage vers le monde politique, qu'il commence à dénoncer,.

#### Intégration de Wagner dans l'armée russe
Le 10 juin 2023, le ministère de la Défense russe ordonne à Wagner de signer des contrats avec l'armée pour tous ses membres avant le 1er juillet. Cette mesure aurait pour effet d'intégrer la société militaire privée à la chaîne de commandement régulière et de saper l'influence d'Evgueni Prigojine. Ce dernier refuse cependant cet ordre et en profite pour accuser une nouvelle fois le ministre Choïgou d'incompétence,. Selon Meduza (un média en ligne russophone basé à Riga en Lettonie), l'intégration de Wagner dans l'armée russe pourrait aussi mettre en péril les lucratives activités du groupe en Afrique. Prigojine s'oppose donc activement à cet ordre en redoublant de virulence dans ses critiques contre le Ministère de la Défense, allant jusqu'à appeler à l'exécution de Sergueï Choïgou et faisant allusion à un soulèvement populaire contre les « fonctionnaires ineptes ». Il semble également penser qu'en cas de soulèvement de son groupe, Vladimir Poutine se rangera à ses côtés,,.

## Préparation de la rébellion
Les services de renseignement américains observent après cette montée des tensions une accumulation progressive des forces de Wagner près de la frontière russo-ukrainienne ainsi que des preuves que Wagner stocke du matériel et des ressources en vue de la rébellion,. Bien qu'ils obtiennent grâce à des interceptions de communications et à l'analyse d'images satellites des informations sur le lieu et le déroulement de la rébellion, le moment exact de son déclenchement reste inconnu des Occidentaux. Plusieurs semaines avant la rébellion, les services américains estiment cependant qu'elle se produira après le 21 juin 2023. Prigojine semble avoir accéléré sa préparation après la décision prise le 10 d'incorporer Wagner dans l'armée russe.
Des responsables américains anonymes révèlent après la rébellion au New York Times que le général d'armée Sergueï Sourovikine avait eu connaissance du projet de rébellion, aurait servi d'intermédiaire entre Prigojine et la hiérarchie militaire et qu'il était globalement perçu comme ayant des liens étroits avec le patron du groupe Wagner. CNN a en outre obtenu des documents indiquant que Sourovikine disposait avant la rébellion d'un numéro d'enregistrement personnel auprès de Wagner et qu'il était membre « VIP » clandestin du groupe, aux côtés d'au moins 30 autres hauts responsables de l'armée et des services de renseignement russes. Il est également possible que d'autres hauts-gradés inconnus aient soutenu le projet de Prigojine : ce dernier n'aurait pas lancé la rébellion sans avoir la conviction du soutien d'une partie du pouvoir russe.
Selon les révélations faites par des responsables occidentaux au Wall Street Journal, le Service fédéral de sécurité russe découvre le plan de Wagner deux jours avant son exécution. Cette découverte entraîne un déclenchement précipité des opérations par Prigojine le 23 juin 2023, alors qu'il aurait dû avoir lieu au plus tard le 25 selon Viktor Zolotov, le commandant de la Garde nationale russe. Autre conséquence de la découverte : le plan doit être revu. En effet, le dirigeant de Wagner comptait initialement capturer Sergueï Choïgou et Valeri Guerassimov lors d'une visite conjointe dans le sud de la Russie, près de l'Ukraine. Selon les renseignements occidentaux, ce plan initial avait de bonnes chances de réussir s'il n'avait pas été découvert. Après son éventement cependant, Evgueni Prigojine doit improviser une alternative, comptant toujours sur le soutien d'une part assez large de l'armée. La réaction des services de sécurité en Russie est cependant assez mitigée. Selon des témoignages anonymes transmis à Meduza, il est possible que les services de sécurité « n'aient pas eu le courage de dire au président qu'il y avait un problème avec Prigojine [...] parce que s'ils signalaient le problème, des décisions devraient être prises. Et comment prendre cette décision ? ». Selon les sources de Meduza, après que Prigojine n'a pas réussi à se soustraire à l'ordre d'intégrer Wagner dans l'armée régulière, « un mauvais pressentiment s'est répandu dans l'air [au niveau du gouvernement russe], que quelque chose était sur le point de se produire ». Les fonctionnaires du Kremlin « en ont parlé lors de réunions et sont arrivés à la conclusion que [Prigojine] est un opportuniste audacieux qui ne respecte pas les règles ». Malgré tout, les haut-responsables entourant Vladimir Poutine ont estimé que le risque d'une insurrection armée était « nul » et sont partis du principe que les actions de Prigojine n'étaient qu'un vaste bluff, jusqu'à ce qu'il s'empare de Rostov-sur-le-Don. Cette erreur d'appréciation va considérablement retarder la réponse loyaliste le jour de la rébellion.
Selon le Moscow Times, Evgueni Prigojine prévoyait quelques heures seulement avant d'entrer en rébellion d'assister à une table ronde à la Douma menée par Sergueï Mironov, président du parti Russie juste (opposition fantoche à Poutine) au cours de laquelle des députés devaient critiquer la conduite de la guerre en Ukraine. Prigojine devait donner à cette occasion une nouvelle critique du commandement militaire et regagner le soutien de Vladimir Poutine. Ces plans sont cependant abandonnés sans explication à la dernière minute avant le déclenchement de la rébellion de Wagner.

## Déroulement

### Déclarations de Prigojine

#### Remise en cause du gouvernement et prétexte d'une attaque contre Wagner
Dans une vidéo publiée le 23 juin 2023, Evgueni Prigojine affirme que les justifications du gouvernement russe pour envahir l'Ukraine sont basées sur des mensonges, et que l'invasion a été conçue pour favoriser les intérêts des élites russes. Il accuse le ministère de la Défense de tenter de tromper le public et le président Poutine en présentant l'Ukraine comme un adversaire agressif et hostile qui, en collaboration avec l'OTAN, préparait une attaque contre les intérêts russes. Plus précisément, il nie qu'une escalade du côté ukrainien ait eu lieu avant le 24 février 2022, ce qui était l'un des points centraux de la justification russe de la guerre. Prigojine prétend également que Sergueï Choïgou et le « clan oligarchique » avaient des motivations personnelles pour déclencher la guerre. En outre, il affirme que le commandement militaire russe dissimule le nombre réel de soldats tués en Ukraine, les pertes journalières s'élevant à 1 000 hommes certains jours.
Dans le but de créer un prétexte à la rébellion,, toujours le 23 juin, Prigojine diffuse une vidéo qui avait déjà circulé précédemment sur des chaînes Telegram associées à Wagner et qui aurait montré les conséquences d'une frappe de missile russe sur un camp arrière de Wagner. Prigojine a accusé le ministère de la Défense d'avoir mené cette frappe qui, selon lui, aurait tué 2 000 de ses combattants,,. Le ministère de la Défense russe nie ces allégations d'attaque, et l'Institut pour l'étude de la guerre ne parvient pas à confirmer la véracité de la vidéo, notant qu'elle « peut avoir été fabriquée à des fins d'information ».
D'autres observateurs ont également mis en doute la véracité de la vidéo : Meduza, dans son enquête du 24 juin 2023, affirme par exemple que la vidéo de l'attaque au missile était une mise en scène, citant le comportement inhabituel des hommes qui filmaient et les incohérences de la séquence par rapport aux véritables conséquences d'une grande explosion. Un correspondant de guerre pour Novaïa Gazeta, estime également que la vidéo des conséquences du bombardement n'est pas crédible, notant qu'il « n'y a pas de cratères évidents provenant des impacts. Pas de fragments de corps évidents. Pas de fumée. Les incendies ne ressemblent pas à des restes d'impacts de roquettes. ».

#### Appels directs à la rébellion
Toujours dans la même série de messages publiés pendant la soirée du 23 juin 2023 , Prigojine déclare sur le canal Telegram de son service de presse le début d'un « conflit armé » contre le ministère de la Défense. Il appelle en outre tous les volontaires à le rejoindre, présentant sa rébellion comme une juste vengeance pour la mort de ses hommes dans la frappe qu'il évoque plus tôt. De plus, vers 21h40, Prigojine accuse Sergueï Choïgou d'avoir « fui lâchement » Rostov-sur-le-Don, le principal centre logistique et stratégique servant à commander les opérations russes en Ukraine. En conséquence, le service fédéral de sécurité entame des poursuites judiciaires contre Prigojine en vertu de l'article 279 du code pénal, qui concerne la rébellion armée.
De nombreux membres de Wagner n'ont pas été informés à l'avance du projet de rébellion. L'appel aux armes de Prigojine dans la soirée du 23 juin les a laissés perplexes et ils n'ont pas su immédiatement à quelle faction se rallier. Les vétérans démobilisés de Wagner ont quant à eux reçu l'ordre de se tenir prêts à intervenir et d'attendre les ordres de Prigojine. À Moscou, des personnes n'ayant aucune affiliation avec Wagner reçoivent des appels, apparemment du groupe de mercenaires, les incitant à se joindre à un rassemblement de soutien à la rébellion. Des appels similaires ont été passés à des habitants de Rostov-sur-le-Don, dans le même but.
Sergueï Sourovikine (le commandant chargé des opérations militaires en Ukraine) et Vladimir Alekseïev (en) (un général impliqué dans la supervision des compagnies militaires privées en Russie) tentent d'appeler les combattants de Wagner au calme, sans succès. En réponse aux propos d'Evgueni Prigojine, l'armée russe et la garde nationale déploient des troupes et des véhicules blindés à Moscou et Rostov-sur-le-Don. Cette dernière ville est d'une importance toute particulière dans le projet de Prigojine : proche de la frontière ukrainienne (les troupes de Wagner se trouvent encore de l'autre côté au soir du 23 juin), militairement importante et connectée directement à Moscou par l'autoroute M4.

### Prise de Rostov-sur-le-Don

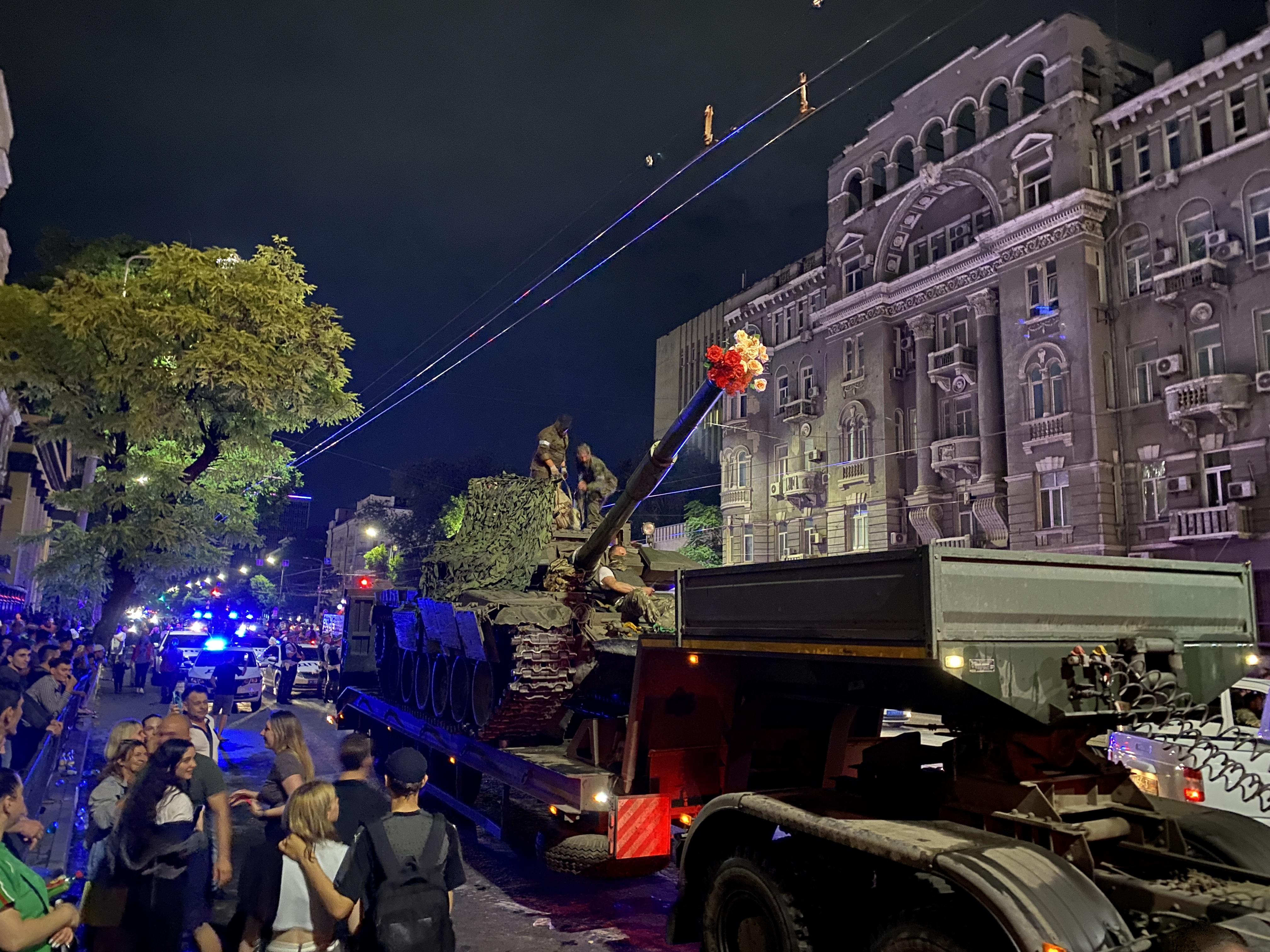
Un char du groupe Wagner, avec des fleurs dans le canon, et entouré par la foule à Rostov dans la soirée du 24 juin (après la fin de la rébellion).

Le 24 juin au petit matin, les forces de Wagner traversent la frontière russo-ukrainienne vers l'oblast de Rostov depuis celui de Louhansk et s'emparent rapidement de Rostov-sur-le-Don, sans rencontrer d'opposition apparente, avant d'ériger des barrages dans les rues et de disposer des mines. Les mercenaires réussissent à prendre le contrôle du quartier général du district militaire sud, établissant un périmètre de sécurité dans les rues adjacentes. Evgueni Prigojine s'affiche lui-même en vidéo vers 7h30 dans la cour du quartier-général du district militaire sud. Il rencontre peu après Iounous-bek Evkourov (vice-ministre de la Défense) et le général Vladimir Alekseïev (en) dans le quartier-général, mais les deux hommes ne réussissent pas à le convaincre de se retirer. Prigojine ne parvient pas à obtenir une entrevue avec Sergueï Choïgou et Valeri Guerassimov, ce qui le pousse en partie à continuer ses actions agressives. Il se retranche ensuite dans un bunker de Rostov pour superviser un détachement de quelques milliers d'hommes qui commence à remonter l'autoroute M4 sur Moscou. Ses appels aux militaires russes à rejoindre ses forces restent également sans réponse : pire encore pour lui, ses soutiens potentiels comme le général Sourovikine condamnent ses actions.
Au cours de la journée, quelques affrontements sporadiques semblent avoir lieu entre l'armée et les troupes de Wagner dans Rostov : des tirs et des explosions sont entendus, et le bâtiment de Rostelecom essuie des tirs. Les forces de police locales, elles, reçoivent l'ordre d'éviter toute effusion de sang, et laissent donc les rues à Wagner. Globalement, la population civile reste calme : dans les quartiers excentrés, la vie suit son cours, tandis que dans le centre-ville, un bon nombre de civils ralliés à la cause de Wagner vient saluer les troupes, qui les reçoivent bien. Cependant, dans l'après-midi, les mercenaires invitent de plus en plus souvent les civils à rentrer chez eux pour leur propre sécurité.

### Avancée vers Moscou
Dans les premières heures du 24 juin également, un convoi de troupes et de véhicules de Wagner s'élance vers Moscou le long de l'autoroute M4. Composé d'un grand nombre de pièces d'équipement divers, le convoi comporte surtout des véhicules blindés de type GAZ 2330 TIGR et des véhicules de combat d'infanterie, mais aussi des équipements plus lourds : chars T-80 et T-90, lance-roquettes multiples BM-21 Grad et systèmes antiaériens Pantsir. La colonne venue de Rostov s'empare de la base aérienne de Millerovo (à 190 km de Rostov). La base aérienne est autorisée à fonctionner normalement, mais les combattants de Wagner surveillent les opérations pour s'assurer qu'elles ne sont tournées que vers l'Ukraine, et pas vers eux. Pendant ce temps, une autre colonne arrive des territoires ukrainiens occupés et s'enfonce sans rencontrer de résistance dans l'oblast de Voronej, au nord de Rostov et à mi-chemin entre cette dernière et Moscou. Vers 10h30 (heure de Moscou), la première colonne franchit la frontière de l'oblast de Voronej au niveau de Bougaïevka, où un certain nombre de militaires russes déposent les armes devant les mercenaires.
Le nombre total des forces de Wagner impliquées dans la montée vers Moscou est difficile à évaluer. Le jour de la rébellion, Evgueni Prigojine mentionne 25 000 hommes impliqués, mais ce chiffre désigne probablement l'ensemble des effectifs de Wagner, en Europe comme en Afrique. Le nombre de mercenaires est probablement plus proche des 5 000 hommes avancé par des responsables de la république populaire de Donetsk, ou 4000 selon des blogueurs militaires russes. En tout, entre 5 et 10 000 hommes ont pu participer à la rébellion dans son intégralité selon Filip Bryjka.
Sur leur chemin, les troupes de Wagner ne font que traverser les agglomérations, et ne cherchent à prendre le contrôle que des bases aériennes pour y appliquer le même régime qu'à celle de Millerovo. Quelques heures après avoir franchi la frontière de l'oblast, la colonne de Wagner est à 85 km de Voronej.
Arrivée au niveau de Voronej (450 km de Moscou), la colonne de Wagner rencontre pour la première fois une vraie résistance de la part de l'armée régulière russe. Des combats contre l'armée de l'air russe endommagent des routes, quelques infrastructures (un dépôt pétrolier notamment) et des maisons. En réponse, les forces loyalistes subissent des pertes importantes : plusieurs hélicoptères auraient été abattus dans le secteur (un transport de troupes Mil Mi-8 confirmé par le service de vérification des faits de la BBC ainsi que peut-être trois hélicoptères de guerre électronique Mi-8MTPR-1, un hélicoptère d'attaque Mi-35, un Mi-28 un Ka-52 Alligator et un autre Mi-8),. En plus de ces pertes en hélicoptères, Wagner réussit à abattre un avion de transport Iliouchine Il-28 et surtout un poste de commandement aéroporté Iliouchine Il-22. Ce dernier avion est l'un des douze de ce type déployés contre l'Ukraine, et représente donc une pièce importante du dispositif russe dans la guerre. Au moins treize militaires russes sont tués dans ces destructions. Jane's estime que ce bilan pouvait atteindre 29 tués, sur la base d'une estimation du nombre de personnes nécessaires pour faire fonctionner l'ensemble des équipements détruits. Ces lourdes pertes font du 24 juin 2023 la journée la plus meurtrière pour l'aviation russe depuis le début de la guerre russo-ukrainienne.
Vers le début d'après-midi, le convoi de Wagner franchit la frontière de l'oblast de Lipetsk. Malgré les tentatives loyalistes d'endiguer leur avancée en creusant des tranchées en travers de l'autoroute M4, les mercenaires atteignent la localité de Krasnoïe (à 330 km de Moscou), vers 18h00. Il s'agit de leur avancée maximale documentée par des vidéos, mais des témoignages de civils non authentifiés par l'Institut pour l'étude de la guerre indiquent que les éléments de tête ont potentiellement atteint Kachira, à seulement 95 km au sud de Moscou. Aux alentours de ces horaires, un règlement pacifique de la rébellion est annoncé, si bien que les mercenaires n'atteignent pas la capitale russe : ils ont parcouru en tout plus de 700km depuis la matinée (plus de 960 km s'ils ont vraiment atteint Kachira).

### Réponse des forces de sécurité
Vers 6 heures le 24 juin, les chaînes de télévision russes commencent à relayer les événements liés au groupe Wagner, ainsi que les dénégations du ministère de la Défense quant à la frappe de missile sur le camp de Wagner. Ce traitement médiatique est repris jusqu'à 9h59, heure à laquelle Vladimir Poutine apparaît sur les télévisions russes pour une allocution au cours de laquelle il assimile la rébellion en cours à un coup de poignard dans le dos, et la compare aux troubles politiques de 1917, qui déclenchèrent la guerre civile russe. Bien que le président russe ne nomme pas Prigojine dans son allocution, les médias russes se concentrent logiquement sur ce dernier et son parcours pour expliquer les événements.
Dès le début de la rébellion, le maire de Moscou Sergueï Sobianine déclare l'instauration d'un « régime anti-terroriste » dans la capitale. La Rosgvardia est mobilisée, ainsi que les OMON (les unités de forces spéciales du ministère de l'Intérieur russe) et les SOBR (unité de réaction rapide de la Rosgvardia). Ces troupes sont visibles dans la journée du 24 juin dans l'oblast de Moscou ainsi que sur la route vers Rostov. La Rosgvardia est l'entité qui succède aux troupes internes de Russie, et est donc censée assurer la sécurité intérieure du pays en luttant contre le terrorisme, le crime organisé, mais doit aussi protéger des infrastructures gouvernementales. Placée sous les ordres de Viktor Zolotov, un fidèle de Vladimir Poutine auquel il est d'ailleurs le seul à répondre, elle est cependant largement vue comme une « armée privée » au service du président pour empêcher toute révolution de couleur en Russie. La plupart des unités de l'armée régulière qui sont activées pour faire face à la rébellion sont composées de conscrits, ce qui suscite des questionnements en Russie, afin de savoir pourquoi le Kremlin n'a pas pu mobiliser des combattants plus expérimentés. De manière notable, il n'y eut aucun engagement terrestre entre Wagner et les forces de sécurité loyalistes, pourtant dédiées à empêcher un scénario semblable à la rébellion du groupe Wagner. Des lignes de défense sont cependant préparées sur la rivière Oka.
Le FSB perquisitionne cependant dans la journée de nombreux locaux affiliés à Evgueni Prigojine, dont le QG de Wagner à Saint-Pétersbourg, pour saisir tous les ordinateurs et documents possibles. Au cours de ces fouilles, les agents trouvent 5 kg d'or, la même quantité de « poudre blanche », plusieurs armes, de grosses sommes d'argent liquide en dollars américains ainsi qu'une série de faux papiers portant la photo de Prigojine ou de sosies vaguement ressemblants. Les services de renseignement menacent également dans la journée les familles des meneurs de Wagner, ce qui a pu jouer un rôle dans l'arrêt de la rébellion. À un niveau plus élevé, Nikolaï Patrouchev (secrétaire du Conseil de sécurité de Russie et ancien directeur du FSB), sollicite un soutien militaire du Kazakhstan dans le cas où l'armée russe ne réussirait pas à stopper le groupe Wagner, mais le président Kassym-Jomart Tokaïev refuse.

### Événements en Syrie
En Syrie, où les forces Wagner font partie de la présence militaire russe dans la guerre civile, les autorités militaires locales et russes lancent une répression rapide contre le groupe Wagner afin d'empêcher la propagation de la rébellion dans cette zone.
Dans les premières heures de la rébellion, une douzaine d'officiers Wagner déployés dans le gouvernorat de Homs et dans d'autres régions sont convoqués à la base militaire russe de Hmeimim, dans l'ouest du pays. Les services de renseignement militaire syriens coupent également les communications pendant la nuit du 23 juin dans les zones où opèrent les forces de Wagner, afin de les empêcher de communiquer entre elles et avec leurs contacts en Russie. Les combattants de Wagner ont ensuite été incités à signer des contrats les plaçant sous le contrôle du ministère russe de la Défense et à accepter une réduction de salaire, ceux qui refusent étant expulsés immédiatement de Syrie à bord d'avions de transport russes.

## Résolution
En parallèle des développements de sa rébellion, Evgueni Prigojine cherche à contacter Poutine personnellement dans l'après-midi du 24 juin, mais ce dernier refuse de parlementer directement. Les négociations impliquent finalement Anton Vaïno (le chef de l'administration présidentielle), Nikolaï Patrouchev (secrétaire du Conseil de sécurité de Russie), Boris Gryzlov (l'ambassadeur russe en Biélorussie) et Alexandre Bortnikov (le directeur du FSB),. Devant l'insistance de Prigojine pour parler à un chef d’État et avec le refus de Poutine, c'est Alexandre Loukachenko qui remplit ce rôle. Ces négociations aboutissent vers 20h, lorsque Prigojine annonce dans un message vocal posté sur ses réseaux sociaux avoir ordonné à sa colonne de faire demi-tour pour « éviter un bain de sang ». En échange, les autorités russes acceptent d'abandonner les charges pour rébellion armée et donnent à Prigojine des garanties de sécurité pour que ce dernier se rende en Biélorussie. Dmitri Peskov, porte parole du Kremlin, assure également que les mercenaires mutins ne seront pas inquiétés après la rébellion, « grâce à leurs actions sur le front ukrainien ». Certains peuvent également se voir proposer des contrats avec l'armée régulière.
Dans la soirée, les combattants de Wagner encore présents à Rostov-sur-le-Don commencent à quitter la ville. Des vidéos mises en ligne par les médias d'État russes et des réseaux sociaux affiliés à Wagner montrent des habitants qui les acclament, les applaudissent et scandent des messages de soutien. Dans le même temps, les gouverneurs des oblasts traversés par la colonne de Wagner annoncent la levée progressive des mesures de sécurité mises en place dans la journée.

## Conséquences

### Sort du groupe Wagner et d'Evgueni Prigojine
Le 29 juin, une réunion de trois heures se tient au Kremlin entre les dirigeants de Wagner (dont Prigojine) et le président Vladimir Poutine. Cette réunion ne sera officiellement confirmée que le 10 juillet. Elle porte probablement sur la façon dont les combattants de Wagner continueront à être utilisés pour promouvoir les intérêts de la Russie après la rébellion, ainsi que sur le sort des avoirs de Prigojine. En outre, les mercenaires de Wagner déclarent leur loyauté envers le chef de l'État. Enfin, ils se voient offrir trois options :
1. Signer un contrat avec l'armée régulière pour continuer à combattre en Ukraine.
2. Suivre leur leader en Biélorussie, où il doit se rendre en vertu de l'accord ayant mis fin à la rébellion.
3. Rompre tout contrat et retourner à la vie civile en Russie, sans crainte de conséquences légales après la rébellion.

Le compte-rendu officiel du Kremlin sur cette réunion vise à assurer à l'opinion russe que la situation s'est normalisée et que l'idée d'unité et de soutien des intérêts de la Russie avait prévalu sur les conflits individuels. Dans le même temps, la sphère médiatique russe se lance dans une campagne visant à diminuer l'envergure et l'impact de la rébellion avortée du groupe Wagner et à présenter son chef comme un criminel et un fraudeur, par exemple en exhumant son casier judiciaire.

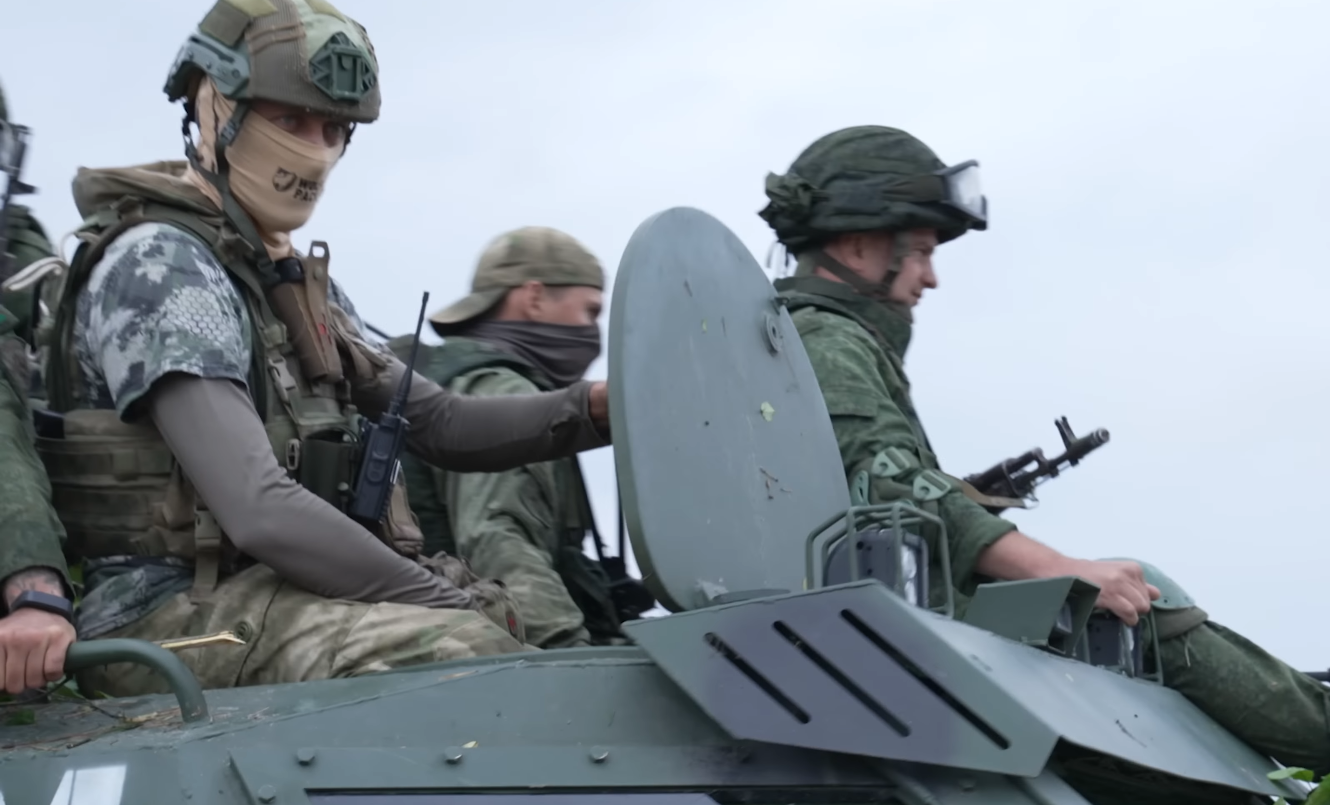
Combattants de Wagner en Biélorussie au cours d'un entraînement avec l'armée locale, le 20 juillet 2023.

Le redéploiement du groupe Wagner en Biélorussie pour suivre l'exil de Prigojine commence lors du sommet de l'OTAN à Vilnius, le 11 juillet 2023. Les autorités biélorusses installent les mercenaires dans la région de Mahiliow, sur une ancienne base de missiles à Tsel, pouvant accueillir 8000 hommes dans des tentes. Le 18 juillet, Evgueni Prigojine et Dmitri Outkine donnent des discours dans le camp, annonçant qu'il serait une base logistique pour les opérations africaines de Wagner. Au 1er août, environ 5000 combattants et 930 véhicules sont présents au camp de Tsel, mais le groupe est privé d'une importante partie de ses ressources : 2000 véhicules lourds comme des chars, des lance-missiles ou des canons, ainsi que 2500 tonnes de munitions et 20 000 armes individuelles ont été saisies par l'armée russe le 12 juillet. Mais malgré les termes annoncés de l'accord ayant mis fin à sa rébellion, Prigojine continue à discrètement se rendre en Russie, au moins au début du mois de juillet.

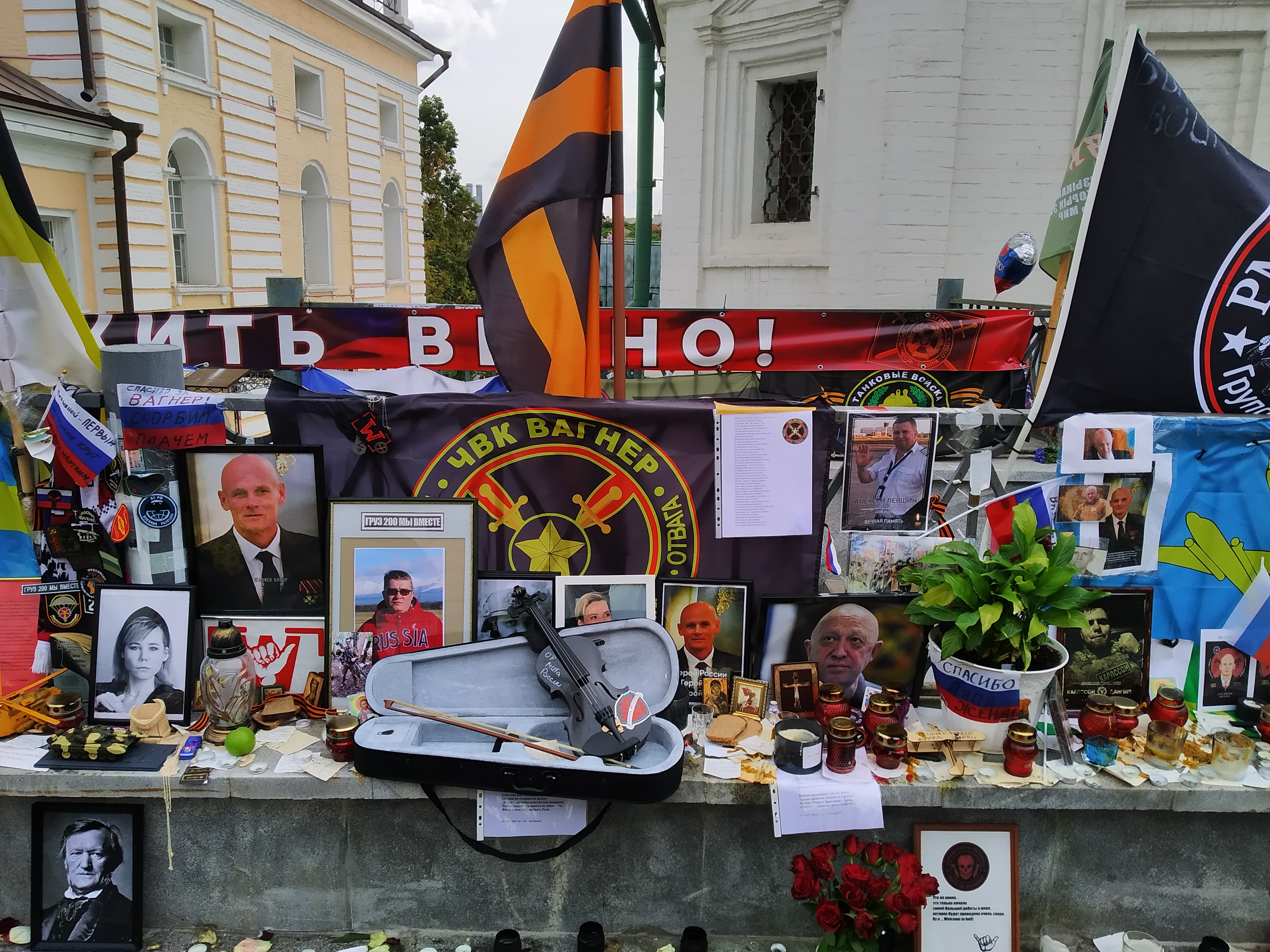
Mémorial improvisé célébrant le groupe Wagner à Moscou, le 4 septembre 2023.

Le 23 août 2023 dans la soirée, un avion Embraer Legacy 600 appartenant à une société de Prigojine, en provenance de Moscou et à destination de Saint-Pétersbourg, s'écrase dans l'oblast de Tver. Selon l'Agence fédérale russe du transport aérien, Evgueni Prigojine, Dmitri Outkine et plusieurs autres mercenaires se trouvaient à bord. Tous les passagers et trois membres d'équipage (10 personnes au total) meurent sur le coup. Une enquête est ouverte sur le crash pour « violation des règles d'exploitation de l'avion », mais l'hypothèse d'un acte terroriste est immédiatement écartée par les services russes. Toutefois, selon des experts indépendants, la cause du crash serait la détonation d'un engin explosif à l'intérieur de l'appareil, voire une attaque de la défense anti-aérienne russe. Le 5 octobre, au cours d'une session du club Valdaï, Vladimir Poutine évoque la présence d'éclats de grenade dans les corps des victimes et insinue qu'en état d'ébriété, les chefs de Wagner aurait fait eux-mêmes détonner une grenade dans l'avion.
La mort d'Evgueni Prigojine est cependant perçue à l'international comme un assassinat mené en représailles de sa rébellion, et afin de renforcer la position de Vladimir Poutine, sorti humilié et fragilisé de l'insurrection.

### Démantèlement de l'empire Prigojine
Les biens d'Evgueni Prigojine sont transmis à sa mort à son fils Pavel. Il s'agit pour l'essentiel d'entreprises rattachées à Concord Management and Consulting, qui possèdent entre autres d'importants contrats de restauration collective auprès de l'armée russe. Dans les mois qui suivent la rébellion, les entreprises de Prigojine n'ont pas de difficultés particulières pour remporter des contrats avec l’État russe, puisqu'ils en remportent pour un total de 2 milliards de roubles (22 millions de dollars) rien que sur le mois suivant l'insurrection, principalement dans le domaine de la restauration collective des services publics (écoles et hôpitaux). Cependant, Poutine ordonne une série d'inspections des activités financières de « l'empire Prigojine ». Au début du mois d'octobre, Concord est devancée dans les contrats de l'armée par l'entreprise RBE, qui avait elle-même été devancée par le groupe de Prigojine en 2013.

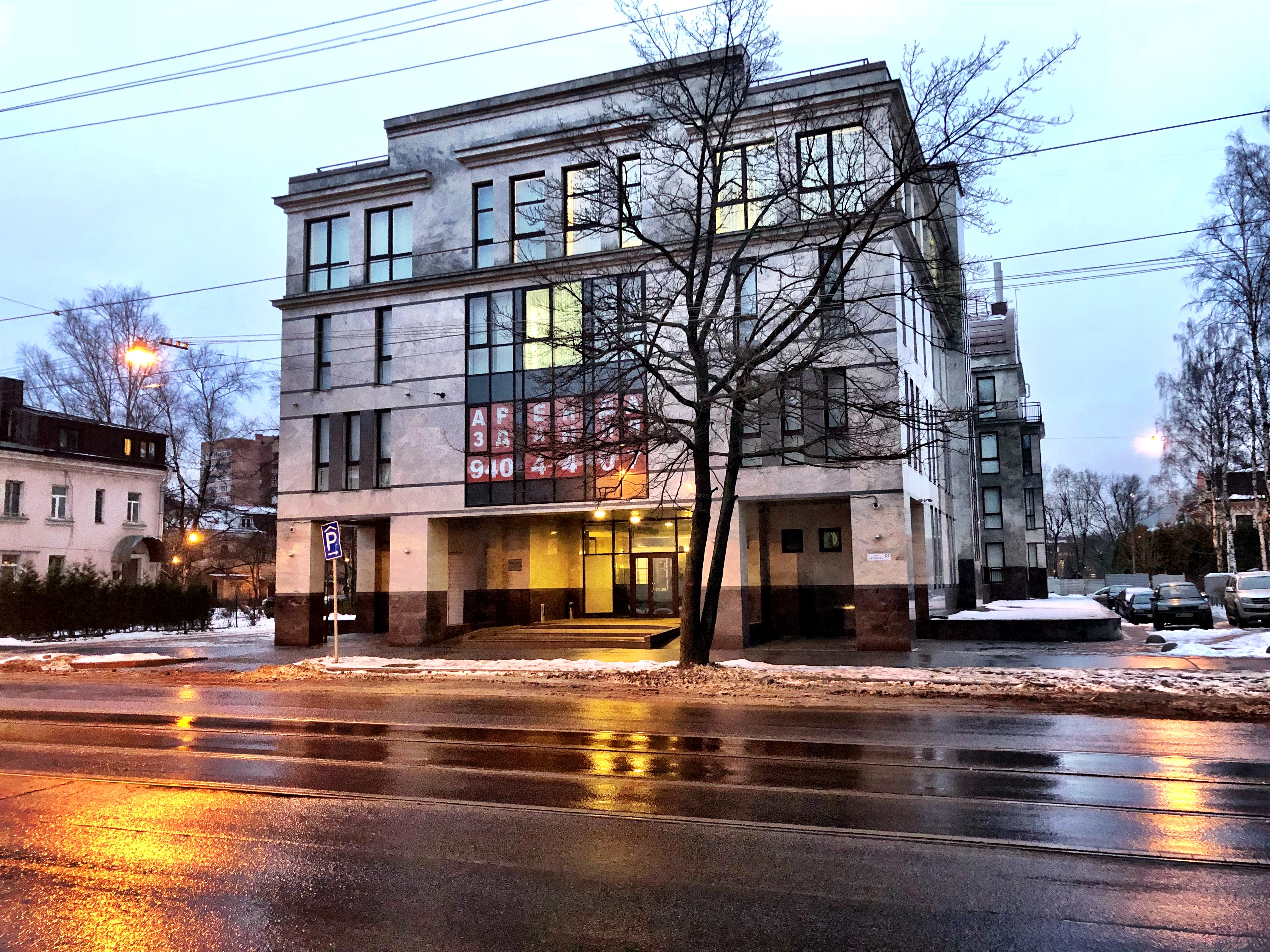
Siège de l'Internet Research Agency en 2018.

Les activités médiatiques du groupe Wagner sont quant à elles rassemblées au sein du conglomérat Patriot, qui possède entre-autres l'agence de presse RIA FAN, l'Internet Research Agency (deux organes s'apparentant à des usines à trolls), ainsi que de nombreux journaux et médias en ligne. Cet empire médiatique joue un rôle de premier plan dans les opérations d'ingérences russes à l'étranger, et assure aussi à Prigojine une communication efficace en Russie. Dès la rébellion de Wagner, la quasi-totalité de ces services est mis hors ligne : les serveurs sont coupés par les services secrets, et les bâtiments des différents médias sont perquisitionnés. Le 30 juin, Patriot est dissous, et le service fédéral russe de supervision des communications, des technologies de l'information et des médias de masse (Roskomnadzor) bloque la diffusion de tous les médias liés à Evgueni Prigojine, dont plusieurs cessent leurs activités. Le sort des médias contrôlés par le patron de Wagner est incertain en octobre 2023 : la propagandiste Margarita Simonian appelle les employés licenciés à travailler pour les médias d’État. Mais la reprise du conglomérat par Iouri Kovaltchouk, oligarque proche de Vladimir Poutine est également envisagée. Un doute existe également sur le contrôle des fermes à trolls utilisés par Prigojine et la Russie pour ses opérations d'ingérences à l'étranger. Un changement dans le ton des trolls russes détecté en mai 2023 conduit certains observateurs à penser que Prigojine en avait perdu le contrôle avant même sa rébellion, au profit d'un service gouvernemental.

Insigne d'épaule de l'Africa Corps.

Sur le plan militaire, le groupe Wagner est durement touché par les suites de sa rébellion. Les 5000 combattants installés en Biélorussie sont occupés à former les troupes locales, mais leur nombre décroît rapidement : ils ne sont plus qu'entre 500 et 1000 dans le pays en septembre, le reste ayant été redéployé en Afrique. La mort de Prigojine et de ses lieutenants facilite également l'intégration des mercenaires dans l'armée régulière russe. Le 29 septembre, Vladimir Poutine charge l'ancien chef d'état-major de Wagner, Andreï Trochev, de former des « unités de volontaires » pour combattre en Ukraine en puisant dans les rangs de Wagner. Le 5 octobre, Pavel Prigojine annonce reprendre les rênes de Wagner avec l'intention de retourner combattre en Ukraine, tandis qu'en Afrique, les affaires du groupe n'ont pas été perturbées par la rébellion. Cependant, entre la fin 2023 et le début 2024, une nouvelle société militaire, l'Africa Corps, supplante progressivement le groupe Wagner. Là où ce dernier bénéficiait d'une large autonomie, l'Africa Corps est étroitement contrôlé par le vice-ministre de la Défense Iounous-bek Evkourov et le général du GRU Andreï Averianov. Il reprend cependant l'essentiel des structures et des activités de Wagner, avec un total d'environ 6000 hommes, pour moitié des anciens de Wagner.

## Analyse

### Analyse politique
La rébellion du groupe Wagner est vue principalement comme un vacillement du pouvoir de Vladimir Poutine et de son système, que la propagande n'a pas réussi à couvrir. Cette dernière, organisée en urgence dans les médias d’État russe n'a pas réussi à proposer un narratif cohérent et a laissé apparaître des divergences de messages et de points de vue entre commentateurs ainsi que des dissimulations de faits gênants. De la même manière, l'absence de conclusions officielles sur les causes de l'accident d'avion d'Evgueni Prigojine a permis à l'hypothèse d'un assassinat orchestré par le Kremlin de s'implanter dans la sphère publique russe. Malgré tout, les médias russes cherchent, au sortir de la rébellion, à améliorer l'image du gouvernement en le présentant comme capable de reprendre le contrôle des événements.
Sur le long terme, cependant, la rébellion de Wagner a montré pour la première fois que Poutine pouvait être contraint par la force à accepter un compromis et que l'appareil sécuritaire du pays n'était pas aussi solide que l'imaginaient les élites. Sa méthode de gestion « interne », reposant sur des « conflits contrôlés » entre les différents groupes d'intérêts a également montré ses limites avec l'escalade du conflit entre Wagner et le ministère de la Défense. Malgré cette sorte d'aveu de faiblesse initial, la mort de Prigojine pourrait au contraire conduire les meneurs d'une hypothétique future rébellion à considérer sans valeur les garanties de Vladimir Poutine, et donc à ne pas négocier avec le pouvoir. Dans l'immédiat toutefois, la mort du patron du groupe Wagner a restauré la stabilité intérieure en Russie.
Enfin, la rébellion de Wagner a souligné la relative indifférence de la population russe à la situation politique de leur pays, montrant qu'un changement politique en Russie a peu de chance d'émerger d'une volonté populaire.

### Analyse médiatique
Le traitement de l'information de la rébellion d'une ampleur de celle du groupe Wagner expose largement les failles des médias d’État russe. Là où les narratifs autour de la guerre en Ukraine pouvaient être modifiés graduellement sur plusieurs semaines ou mois, le traitement médiatique de la révolte du 24 juin 2023 change plusieurs fois dans cette même journée.
L'une des constantes des médias officiels russes depuis le début de l'invasion de l'Ukraine est de minimiser l'impact de la guerre sur le quotidien des Russes, et d'éviter de distinguer les forces officielles des différents groupes informels présents en Ukraine. Or, pendant la rébellion de Wagner, ce narratif « habituel » est mis complètement de côté au profit d'un traitement alarmiste laissant envisager sérieusement une guerre civile. Les allocutions respectives de Vladimir Poutine et du patriarche Cyrille de Moscou renvoient d'ailleurs à la guerre civile russe et le Temps des troubles, deux événements ayant mis en danger l'existence même de l’État russe. Pourtant, les télévisions russes traitent la mutinerie de Prigojine comme une affaire terroriste (puis une trahison vers la fin de la journée), et ne font aucune mention de la progression des colonnes de Wagner vers Moscou.
Les médias officiels changent également plusieurs fois leurs versions quant à la réponse de l’État : si elle est présentée dans la matinée comme un travail commun des organes de sécurité (Rosgvardia, FSB, ministère de la Défense, etc.), dans la soirée, la résolution de la crise est mise au crédit quasi exclusif de Poutine. La participation de Loukachenko est diminuée et les pertes humaines sont complètement omises. Les déclarations de soutien à Vladimir Poutine sont rares à la télévision pendant la rébellion, se limitant à quelques « élites de second rang », notoirement proches de Poutine. Les soutiens de personnalités plus éloignées du Kremlin n'arrivent qu'une fois la crise résolue.
La principale nouveauté apportée par la rébellion de Wagner dans l'espace médiatique russe est la mise en évidence de la censure des médias officiels. Les silences des médias généralistes sont comblés par les images et les informations circulant sur les réseaux sociaux : alors qu'aucune chaîne ne rapporte l'avancée sur Moscou des mercenaires, celle-ci peut être suivie en direct sur Telegram. Également, les lourdes pertes subies par l'armée de l'air ne sont admises que deux jours après la rébellion, au cours desquels Poutine est loué pour avoir justement évité un bain de sang.

### Héritage de Wagner dans les forces russes
Malgré le violent conflit qui a opposé Wagner au ministère de la Défense, le dernier a tiré de nombreuses leçons du premier, au point de calquer son modèle en « wagnerisant » ses forces.
Evgueni Prigojine disposait avant sa mort d'une très grande liberté d'action, au bénéfice mutuel de l'homme d'affaire et de l’État russe : son réseau d'entreprises et de contacts permettait à Wagner de mener discrètement ses opérations au Moyen-Orient et en Afrique avec plus de flexibilité que les services officiels russes, tandis que le support actif de ces derniers fournissait à Wagner des ressources inégalées par les autres groupes du même type dans le monde. Les successeurs de Prigojine ne disposent plus de ces contacts et de cette liberté d'action : après la rébellion, le groupe Wagner est plus étroitement inféodé au GRU. Cela n'empêche pas les mercenaires de continuer à mener des opérations à haut-risques politiques et diplomatiques, comme la capture de Kidal en novembre 2023.
Dans le même temps, l’État russe cherche à se diversifier pour éviter d'avoir à reposer sur les services d'un seul groupe mercenaire. D'importantes compagnies comme Redut ou l'Africa Corps sont le fruit de ce mouvement, mais il se produit à toutes les échelles de l'armée et des services secrets russes, avec le soutien actif de figures politiques et d'entreprises. Des éléments de l'armée russe cherchent à s'attirer les services des anciens commandants des groupes d'assauts de Wagner, mis en lumière pour leurs compétences lors de la bataille de Bakhmout. Ainsi, Aleksandr « Ratibor » Kuznetsov (en) rejoint les Kadyrovtsy de Ramzan Kadyrov, et Boris « Zombie » Nizhevenok rejoint une unité de volontaires du ministère de la Défense subordonnée à Redut. Cette dernière compagnie, en particulier, n'est que partiellement comparable à Wagner. Il s'agit plus d'une organisation faîtière rassemblant toute une variété de groupes divers allant de mercenaires embauchés par Gazprom à une galaxie d'unités militaires diverses et variées. Toutes ont cependant pour point commun d'être supervisées par l'unité militaire 35555, une structure du GRU déjà utilisée pour soutenir Wagner, ce qui démontre également la continuité des réseaux de mercenaires russes.
La « wagnerisation » des forces russes se fait aussi au niveau tactique. Alors que les analyses occidentales pointaient depuis le début de l'invasion de l'Ukraine une rigidité structurelle de l'armée russe autour du concept de groupe tactique de bataillon, cette dernière adopte à un rythme accéléré après son démantèlement les tactiques employées par Wagner à Bakhmout ou Soledar. Le groupe s'y était distingué par l'usage de petits détachements d'assaut à pied d'une quinzaine d'hommes au maximum, un concept repris largement par l'armée russe mais qui ne suffit pas à compenser ses autres lacunes.
La reprise des méthodes distinctives de Wagner et la multiplication des groupes semi-informels permet cependant à la Russie d'éviter une mobilisation générale.

## Réactions

### Réactions en Russie
Plusieurs gouverneurs de la fédération de Russie annoncent des mesures à la suite de la mutinerie :
- le gouverneur de l'oblast de Rostov demande à sa population de se confiner et celui de l'oblast de Lipetsk annonce des mesures de sécurité ;
- Sergueï Sobianine, maire de Moscou, annonce que des « opérations antiterroristes » sont en cours dans la ville[113].

Le chef de la République tchétchène Ramzan Kadyrov condamne les évènements, qu'il qualifie de « vile trahison », et appelle à « écraser la rébellion ». Ramzan Kadyrov affirme son soutien au président russe Vladimir Poutine et propose l'envoi de ses hommes pour contrer Wagner.
Le gouverneur de l'oblast de Koursk Roman Starovoït a appelé Prigojine à « abandonner ses plans ».
- Parti libéral-démocrate de Russie :
  - Leonid Sloutski, président du parti a appelé à la prévention de tous les conflits internes et a qualifié Prigojine de traître[116].
- Parti communiste de la fédération de Russie :
  - Le secrétaire général Guennadi Ziouganov a appelé Prigojine à « abandonner ses ambitions personnelles et à défendre la patrie »[117].

### Réactions internationales
- Chine
  - Le gouvernement chinois a réitéré son soutien à la Russie et qualifié la mutinerie du groupe armé Wagner « d'affaire intérieure »[118].
- États-Unis
  - Le 24 juin, le porte-parole du Conseil de sécurité nationale a déclaré que les États-Unis suivaient les événements en Russie et « consultaient leurs alliés et partenaires sur son évolution »[119].
- Iran
  - Le président de la république islamique d'Iran, Ebrahim Raïssi, a apporté « son soutien entier » à Vladimir Poutine lors d'un échange téléphonique selon le Kremlin[120].
  - Au même moment, le porte parole du ministre des Affaires étrangères iranien, Nasser Kanaani, a qualifié l’insurrection de Wagner de « problème interne » mais que l'Iran « soutient l’état de droit dans la Fédération de Russie »[121].
- Kazakhstan
  - Le président kazakh Kassym-Jomart Tokaïev s'est entretenu au téléphone avec Vladimir Poutine sur la situation, soutenant « l'ordre constitutionnel et l'état de droit » mais précisant qu'il s'agit d'une « affaire interne à la Russie »[122].
- Serbie
  - Le président serbe, Aleksandar Vučić, déclare que la Serbie « ne soutient pas ce coup d'état »[123] et affirme que « la mutinerie de Wagner a reçu une implication et un soutien de l'étranger »[124].
- Turquie
  - Le président turc Recep Tayyip Erdoğan a accordé à Vladimir Poutine son « plein soutien », selon le Kremlin[125],[126].
- Ukraine
  - Le 24 juin, le président ukrainien Volodymyr Zelensky a notamment déclaré : « celui (en faisant référence à Vladimir Poutine) qui choisit le chemin du mal s’autodétruit, envoie des centaines de milliers de personnes à la guerre pour finalement se barricader dans la région de Moscou pour se protéger de ceux qu’il a lui-même armés. La faiblesse de la Russie est évidente. Une faiblesse totale, il est tout aussi évident que l’Ukraine est capable de protéger l’Europe contre une contamination par le mal et le chaos russe. La Russie a utilisé la propagande pour masquer sa faiblesse et la stupidité de son gouvernement. Et maintenant, le chaos est tel que plus personne ne peut mentir à son sujet »[127].
  - La vice-ministre de la Défense ukrainienne Hanna Maliar considère que la rébellion de Wagner est une « fenêtre d'opportunité » pour l'armée ukrainienne[128].
- Union européenne
  - Charles Michel, président du Conseil européen, a déclaré qu'il s'agissait « clairement d'une affaire interne à la Russie », et que l'Union européenne continuait de soutenir l'Ukraine[129].